# Cattleya gaskelliana
Cattleya gaskelliana är en orkidéart som först beskrevs av Nicholas Edward Brown, och fick sitt nu gällande namn av Benjamin Samuel Williams. Cattleya gaskelliana ingår i släktet Cattleya och familjen orkidéer. Inga underarter finns listade i Catalogue of Life.

## Bildgalleri

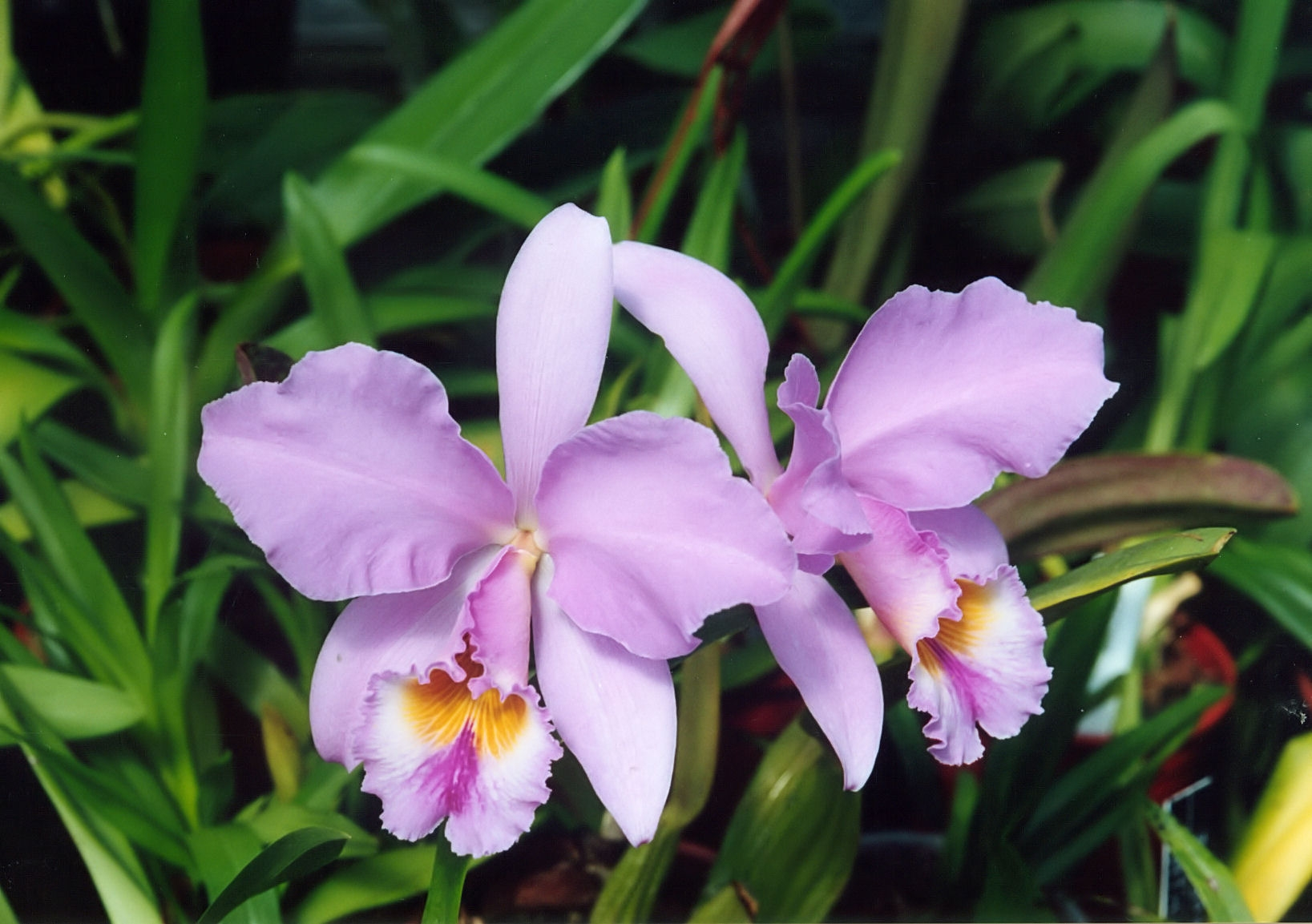
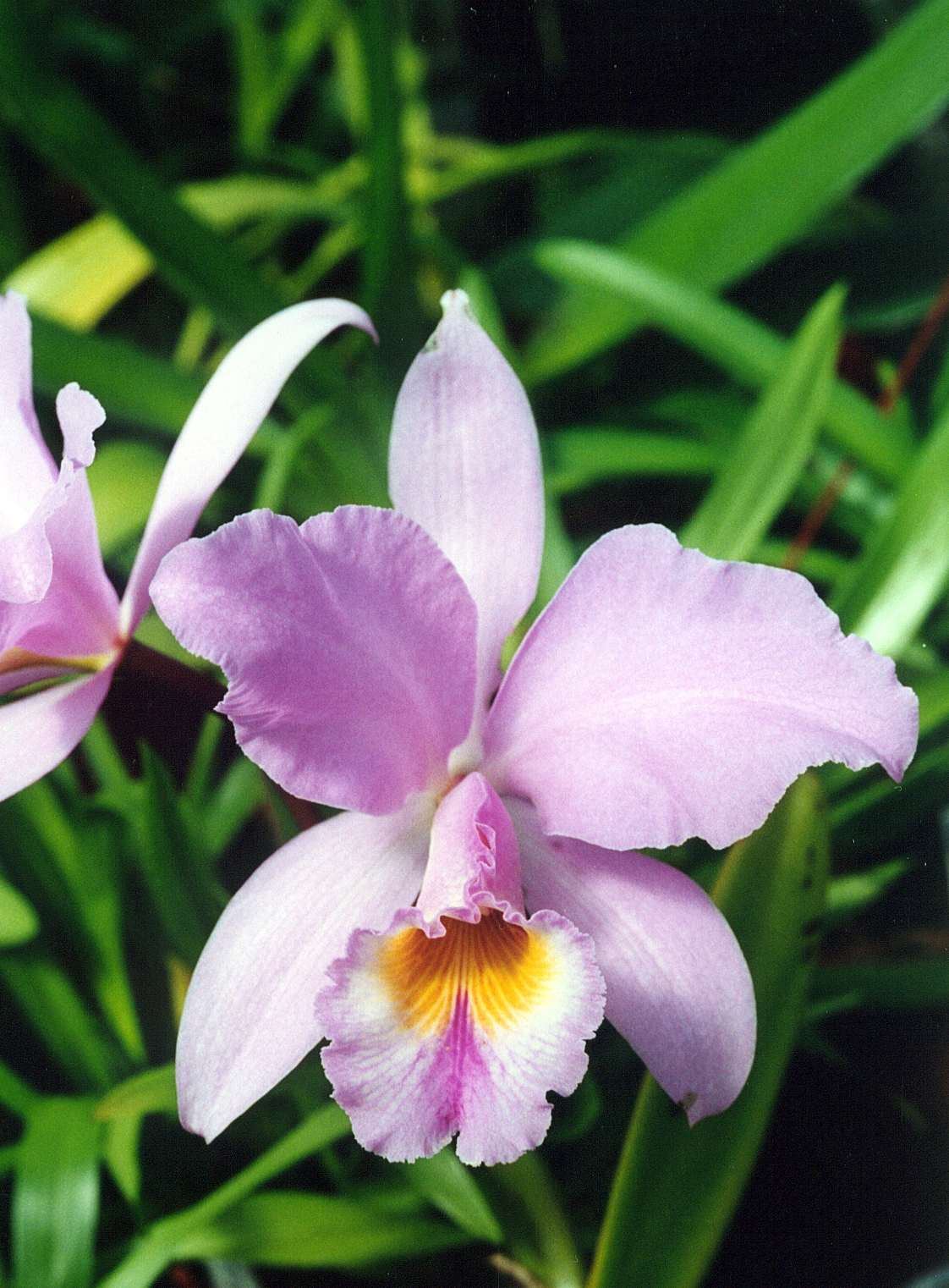
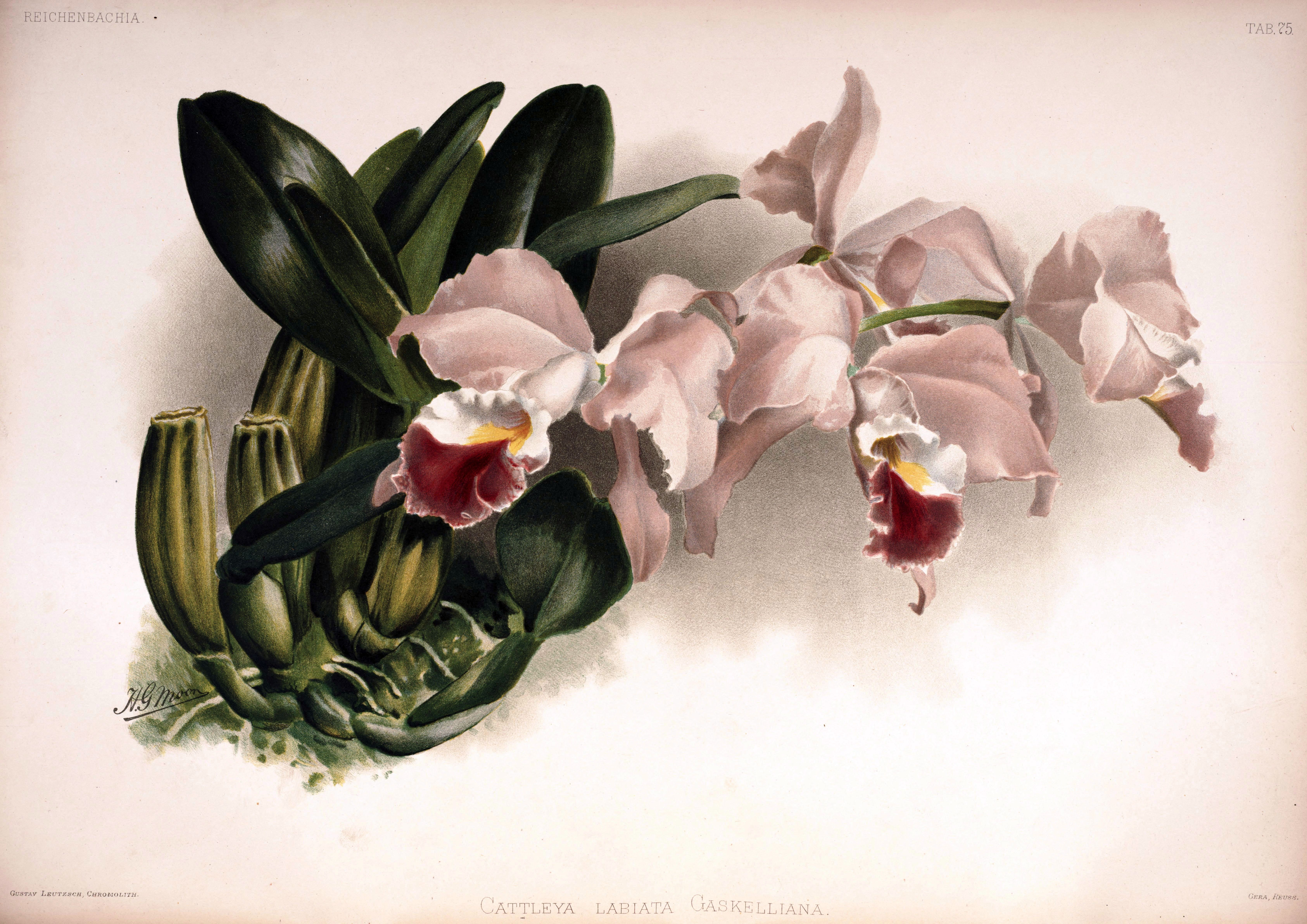
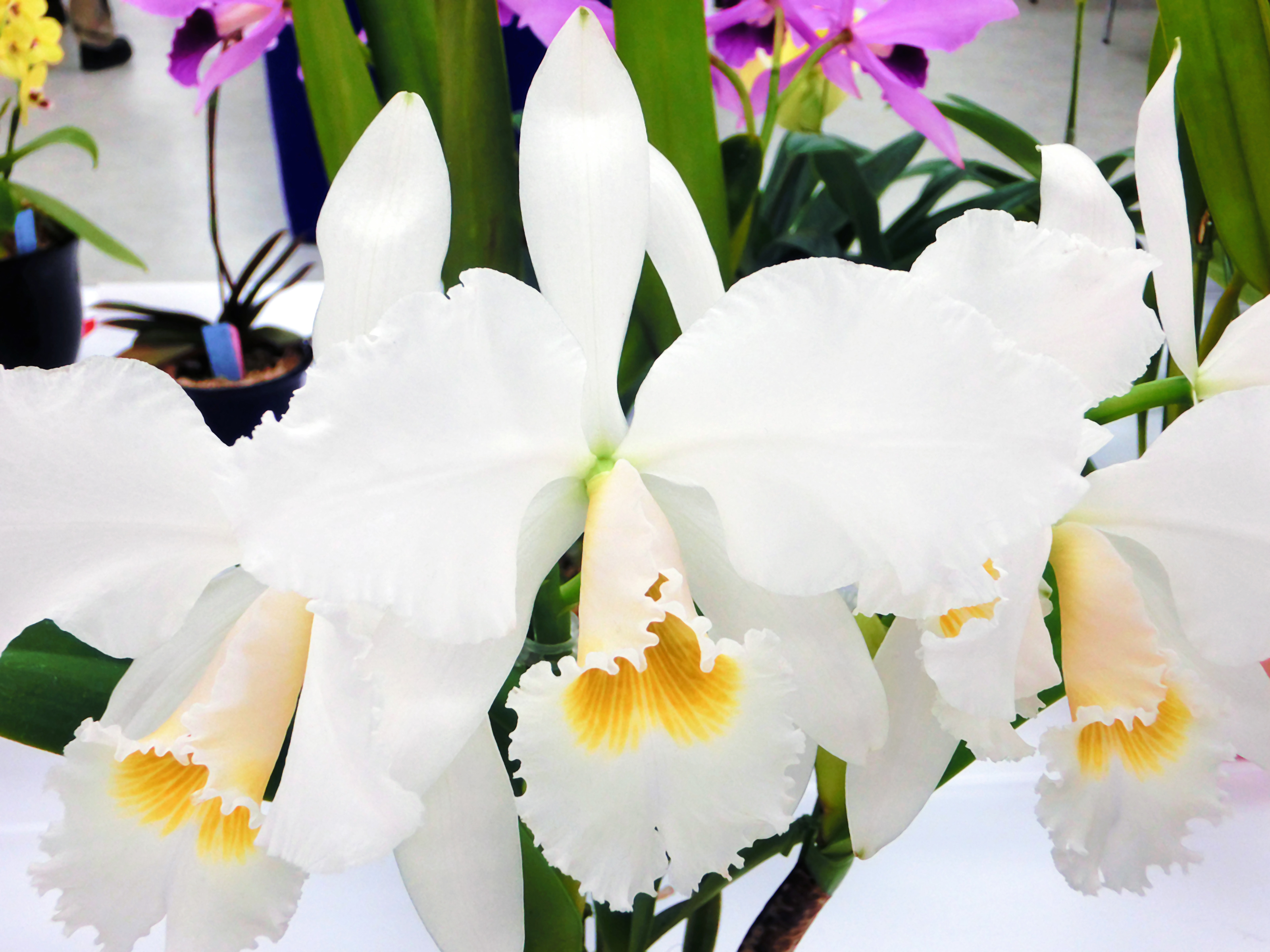
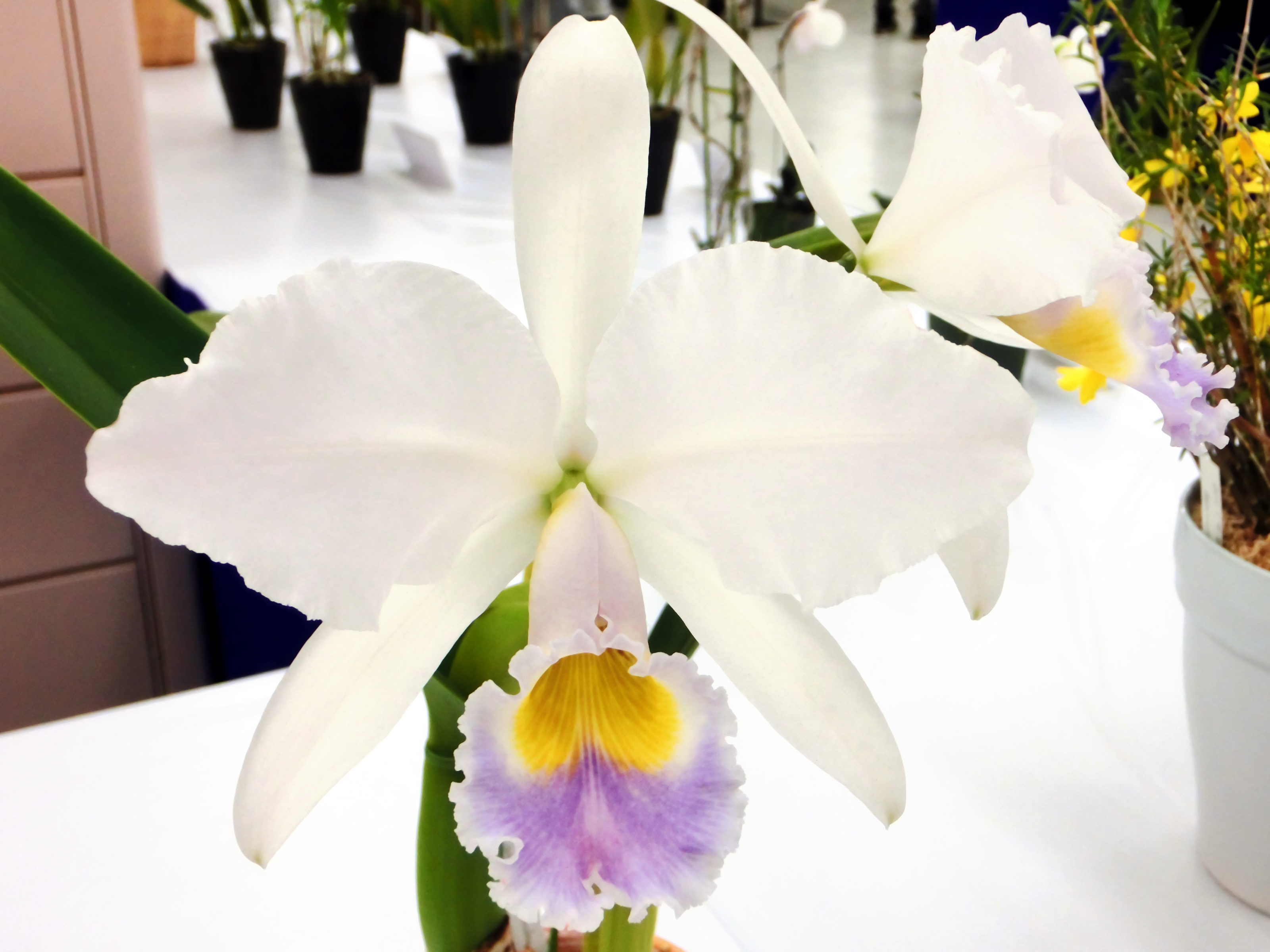
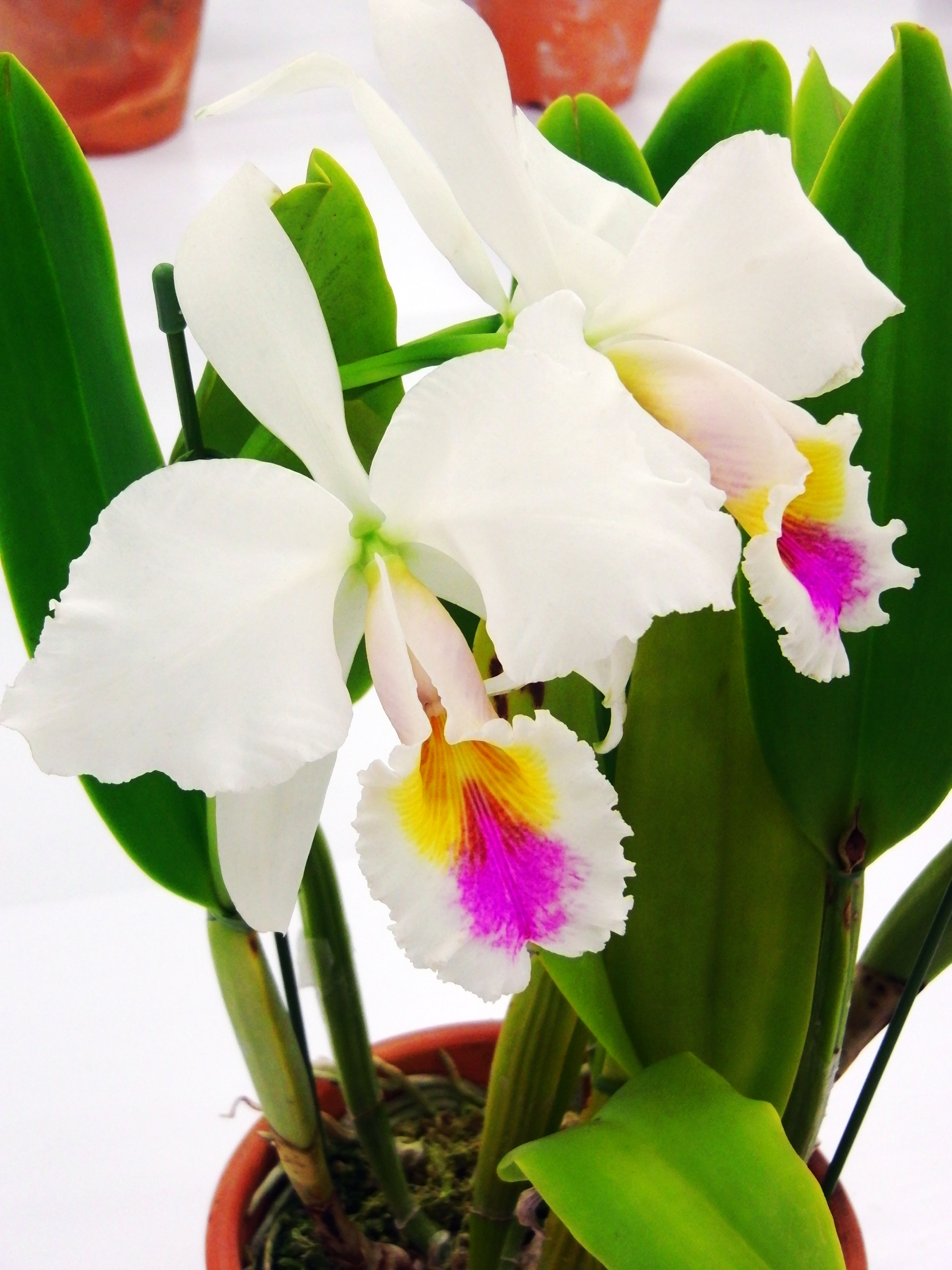